# Fuži
Fuži – tradycyjna chorwacka odmiana makaronu pochodząca z Istrii. 
Charakterystyczny kształt makaronu uzyskiwany jest przez złożenie, ściśnięcie i sklejenie dwóch końców arkusza ciasta w kształcie rombu. Łączy się go najczęściej z sosem cielęcym lub gulaszem z kurczaka. Stosuje się też inne rodzaje sosów lub gulaszów, np. z grzybami, szynką prosciutto, czy klasycznymi sosami pomidorowymi, z truflami białymi popularnymi na Istrii.
Fuži jest chętnie serwowane w istryjskich restauracjach, gdzie przyrządzane jest z białej lub mniej aromatycznej czarnej trufli, a w najtańszej wersji z oliwą truflową lub tartufatą. Inne wersje to:
- fuži na pastirski način ze szparagami, szynką parmeńską, cebulą, pieczarkami, czosnkiem, pietruszką, białym winem, bulionem mięsnym i oliwą[3],
- blatni fuži z m.in. świeżą krwią wieprzową, przyrządzane podczas corocznego uboju świń i tradycyjnie serwowane z žgvacetem wieprzowym (rodzajem gulaszu) w ciemnym i gęstym sosie (chor. crni šug)[4],
- fuži s boškarinom z mięsem boškarinów, starej odmiany istryjskiego bydła długorogiego, z dodatkiem m.in. czerwonego wina[5].